# Zainab Al-Ghazali
Pour les articles homonymes, voir Ghazali (homonymie).
Zaynab Al-Ghazali (en arabe : زينب الغزالي), née le 2 janvier 1917 et morte le 3 août 2005, est une femme politique égyptienne, fondatrice de l'Association des femmes musulmanes (Jama'at al-Sayyidaat al-Muslimaat) étroitement associée aux Frères musulmans.

## Biographie

### Jeunesse
Son père fait ses études à l'université al-Azhar. Enseignant religieux indépendant et marchand de coton, il l'encourage à devenir leader islamique citant l'exemple de Nusaybah bint Ka'ab qui a combattu aux côtés de Mahomet dans la bataille de Uhud. Pendant une courte période au cours de son adolescence, elle rejoint l'Union féministe égyptienne et affirme que l'islam a donné des droits aux femmes dans la famille. À dix-huit ans, elle fonde la Jama'at al-Sayyidat al-Muslimat (Association des femmes musulmanes). L'association comptait trois millions de membres à travers le pays, au moment où elle est dissoute par décret gouvernemental, en 1964.

### Allégeance à Hassan Al-Banna
Zainab al Ghazal refuse l'invitation de Hassan el-Banna, fondateur des Frères musulmans, à fusionner son organisation avec la sienne car les autres membres de l'association des Femmes musulmanes s'y opposent. Toutefois, elle fait serment de fidélité personnelle à Al-Banna. Son organisation n'étant pas officiellement affiliée aux Frères musulmans, se révèle utile après l'Ikhwan est interdit car al Ghazali a ainsi été en mesure de continuer à diffuser leurs publications et d'héberger leurs réunions dans sa maison[incompréhensible].

### L'Association des femmes musulmanes
Les conférences hebdomadaires pour les femmes à la mosquée Ibn Tulun attirent trois mille personnes, cinq mille durant les mois sacrés de l'année. En plus d'offrir des cours pour les femmes, l'association publie un magazine, dirige un orphelinat, offre son aide à des familles pauvres, et organise les médiations de conflits familiaux. L'association prend une position politique en exigeant que l'Égypte soit gouvernée par le Coran.
Certains chercheurs dont Leila Ahmed, Miriam Cooke, M. Qasim Zaman et Roxanne Euben affirment que les actions de Al Ghazali tenaient à distance et sapaient même certaines des croyances professées,. Pour ces chercheurs sa carrière montre une résistance aux formes classiques de la domesticité, tandis que ses mots, dans des interviews, des publications et des lettres ne définissent en grande partie les femmes que comme épouses et mères. Pour justifier sa propre particularité face à sa conviction proclamée du rôle légitime d'une femme, al Ghazali décrit son absence d'enfants comme une  bénédiction qui ne serait pas normalement considérée comme telle, parce qu'elle l'a libérée pour participer à la vie publique.

### La vie en prison
Après l'assassinat de Hassan al-Banna en 1949, Al-Ghazali joue un rôle dans le regroupement des Frères musulmans au début des années 1960. Emprisonnée pour ses activités en 1965, elle est condamnée à vingt-cinq années de travaux forcés puis libérée, sous la présidence d'Anouar el-Sadate, en 1971.
Pendant son emprisonnement, Zainab Al-Ghazali et les membres des Frères musulmans subissent des tortures. Al-Ghazali raconte avoir été jetée dans une cellule verrouillée avec des chiens pour lui faire avouer une tentative d'assassinat du président Gamal Abdel Nasser.
À sa sortie de prison, al-Ghazali reprend l'enseignement et l'écriture pour la renaissance du magazine des Frères musulmans, Al-Da'wa ; rédactrice de la section femme et enfants, elle encourage les femmes à s'instruire, à obéir à leurs maris et à rester à la maison tout en élevant leurs enfants.

### Le Retour du Pharaon
Elle écrit un livre, Ayyam min hayyati (Jours de ma vie), publié en anglais sous le titre Return of the Pharaoh (Le Retour du Pharaon). qui décrit l'expérience de son emprisonnement ; le « Pharaon » est le président Nasser ; Al Ghazali se dépeint comme endurant la torture avec force au-delà de celle de la plupart des hommes et témoigne de deux miracles et des visions qui l'ont renforcée et lui ont permis de survivre.